# Coenosia unpunctata
Coenosia unpunctata este o specie de muște din genul Coenosia, familia Muscidae, descrisă de Xue, Yang și Feng în anul 2000.
Este endemică în Sichuan. Conform Catalogue of Life specia Coenosia unpunctata nu are subspecii cunoscute.